# Pseudeusemia anigutta
Pseudeusemia anigutta là một loài bướm đêm trong họ Geometridae.